# EID3
EID3 (англ. EP300 interacting inhibitor of differentiation 3) – білок, який кодується однойменним геном, розташованим у людей на 12-й хромосомі. Довжина поліпептидного ланцюга білка становить 333 амінокислот, а молекулярна маса — 38 168.
| 10         |  | 20         |  | 30         |  | 40         |  | 50         |
| ---------- |  | ---------- |  | ---------- |  | ---------- |  | ---------- |
| MKMDVSVRAA |  | GCSDDLSSGE |  | ADVDPKLLEL |  | TADEEKCRSI |  | RRQYRQLMYC |
| VRQNREDIVS |  | SANNSLTEAL |  | EEANVLFDGV |  | SRTREAALDA |  | RFLVMASDLG |
| KEKAKQLNSD |  | MNFFNQLAFC |  | DFLFLFVGLN |  | WMEGDPDKLS |  | DCDDSIALSF |
| WKAIEKEATS |  | WMVKAETFHF |  | VFGSFKLERS |  | APKPRLEHQK |  | KVRKMEENGN |
| MPTKLQKLDL |  | SSYPEATEKN |  | VERILGLLQT |  | YFRKYPDTPV |  | SYFEFVIDPN |
| SFSRTVENIF |  | YVSFIVRDGF |  | ARIRLDEDRL |  | PILEPMNVNQ |  | MGEGNDSSCH |
| GRKQGVISLT |  | LQEWKNIVAA |  | FEISEAMITY |  | SSY        |  |            |

A: Аланін

C: Цистеїн

D: Аспарагінова кислота

E: Глутамінова кислота

F: Фенілаланін

G: Гліцин

H: Гістидин

I: Ізолейцин

K: Лізин

L: Лейцин

M: Метіонін

N: Аспарагін

P: Пролін

Q: Глутамін

R: Аргінін

S: Серин

T: Треонін

V: Валін

W: Триптофан

Кодований геном білок за функцією належить до репресорів. 
Задіяний у таких біологічних процесах, як транскрипція, регуляція транскрипції, пошкодження ДНК, репарація ДНК, рекомбінація ДНК. 
Локалізований у цитоплазмі, ядрі, хромосомах.